# Milad Youssef
Pour les articles homonymes, voir Youssef.
Milad Youssef est un acteur syrien né le 1er janvier 1976 à Homs. Il est marié et a deux enfants, Merkes et Fadel. Il est connu pour avoir interprété le personnage de Issam dans les neuf saisons du feuilleton syrien Bab Al Hara.